# Обарање Ил-76 украјинског ваздухопловства 2014.
Дана 14. јуна 2014. године, транспортни авион Иљушин Ил-76 25. бригаде транспортне авијације украјинског ратног ваздухопловства обориле су снаге самопроглашене Луганске Народне Републике док је прилазио слетању на Међународни аеродром Луганск, Украјина, током почетна фаза рата у Донбасу. Авион је превозио трупе и опрему са непознате локације. Погинуло је свих 49 људи на броду.

## Напад
Авион је превозио војну опрему и 40 војника, као и деветочлану посаду. Слетао је на међународни аеродром Луганск када је био под противваздушном ватром. Према украјинском Министарству одбране, за гађање авиона коришћен је тешки митраљез. Како је саопштило украјинско тужилаштво, летелицу је оборила преносива опрема противваздушног система. Потом се срушио у 00:51 по локалном времену (21:51 13. јуна, УТЦ); свих 49 људи на броду је погинуло. Украјинско Министарство одбране окривило је проруске сепаратисте за губитак авиона и трупа. Наведено је да је авион, поред посаде, превозио 40 падобранаца 25. одвојене Дњепропетровске ваздушно-десантне бригаде.
Војни аналитичар са седиштем у Кијеву известио је да су две празне лансирне цеви за ракете Игла пронађене у близини аеродрома у Луганску. Владимир Иногородски, портпарол Доњецке Народне Републике, потврдио је да су коришћене ракете Игла. Сепаратисти су недељу дана пре обарања авиона рекли да неће дозволити више летова на аеродром.
Инцидент је био највећи губитак који је украјинска војска претрпела у једном догађају од почетка проруског сукоба у фебруару 2014. године. То је такође био четврти најсмртоноснији авион Ил-76 и десети најсмртоноснији авион у Украјини.
Према руском извору, 17. јуна је шеф Луганске Народне Републике (ЛНР) Валериј Болотов саопштио да истражитељи ЛНР нису успели да пронађу ни оружје ни делове тела војника на месту пада. Болотов је претпоставио да је авион био празан и да је био намењен за транспорт тела војника погинулих у акцији, док је поново потврдио да су побуњеници оборили авион.
Служба безбедности Украјине је 7. октобра 2017. године изјавила да је утврдила умешаност руске приватне војне компаније Вагнер Гроуп у обарање Ил-76.
Дана 14. јуна 2019. године, на пету годишњицу обарања авиона, Служба безбедности Украјине је известила да су њени истражитељи утврдили директну умешаност генерал-потпуковника Оружаних снага Руске Федерације Јевгенија Никифорова, који је наредио Дмитрију Уткину из „Вагнер групе“ да уништи авион.

## Авион
Авион је био Иљушин Ил-76МД украјинског ратног ваздухопловства, регистрација 76777, серијски број произвођача 0083482490. Авион је први пут полетео 1988. године.
Првобитно којим је управљао Аерофлот као CCCP-76777, авион је касније служио у украјинским ваздухопловним снагама, Азов-Азиа ATI Aircompany и Авилонд ТАЦ као УР-76777 пре него што је служио у Payam Air-у као ЕП-ТПИ. Планирана аквизиција од стране ATI Aircompany није реализована, а авион је поново набављено од стране украјинског ваздухопловства.

## Реакције
Украјински председник Петро Порошенко запретио је сепаратистима „адекватним одговором“ и прогласио 15. јун даном националне жалости. На хитном телевизијском састанку, Порошенко је прекорио шефа безбедносне службе СБУ земље због „пропуста“ у заштити летелице. Позвао је на „детаљну анализу разлога“ за неуспех и указао да би могле бити уведене кадровске промене. Вршилац дужности министра одбране Украјине Михајло Ковал саопштио је да је донета одлука да се начелник генералштаба украјинске војске разреши дужности за време истраге о инциденту.
Украјински премијер Арсениј Јацењук је приметио: „Изгубили су животе јер су бранили мушкарце и жене, децу и старце“. Такође је рекао: „Прво ћемо обележити помен херојима тако што ћемо збрисати оне који су их убили, а затим очистити нашу земљу од зла“.
У марту 2017. године украјински суд је осудио генерал-мајора Виктора Назарова на седам година затвора, у судској одлуци је наведено да је Назаров добио информацију да је авион могао да буде гађан опремом MANPADS. Дана 21. маја 2021. године, Касациони кривични суд Врховног суда ослободио је Назарова кривице.
Током руске инвазије на Украјину 2022. у бици код Василкова, генерал-потпуковник Валериј Залужњи и други на друштвеним мрежама спомињали су обарање украјинског Ил-76 2014. након што су се појавили извештаји да су два руска Ил-76 оборена 26. фебруара 2022. Они су описали уништење два руска транспортна авиона као „освета“ за губитак свих путника украјинског Ил-76.